# Championnat de Suisse de hockey sur glace 1956-1957
Saison précédente Saison suivante
La saison 1956-1957 est la 48e saison du championnat de Suisse de hockey sur glace.

## Ligue nationale A

### Classement
| Clt   | Équipe                  | PJ | V  | D  | N | BP  | BC | Diff | Pts |
| ----- | ----------------------- | -- | -- | -- | - | --- | -- | ---- | --- |
| +001, | HC Arosa (T)            | 14 | 12 | 1  | 1 | 84  | 42 | +42  | 25  |
| +002, | HC Davos                | 14 | 12 | 2  | 0 | 106 | 41 | +65  | 24  |
| +003, | HC Ambrì-Piotta         | 14 | 6  | 5  | 3 | 70  | 60 | +10  | 15  |
| +004, | Young Sprinters HC      | 14 | 5  | 6  | 3 | 63  | 54 | +16  | 13  |
| +005, | Zürcher SC              | 14 | 5  | 6  | 3 | 50  | 60 | -10  | 13  |
| +006, | HC Bâle-Rotweiss        | 14 | 4  | 8  | 1 | 52  | 81 | -29  | 11  |
| +007, | HC La Chaux-de-Fonds    | 14 | 3  | 8  | 3 | 67  | 91 | -24  | 9   |
| +008, | Grasshopper Club Zurich | 14 | 0  | 12 | 2 | 29  | 99 | -70  | 2   |

- En gras : champion de Suisse
- En italique : en barrage de promotion/relégation LNA/LNB

Arosa remporte le 7e titre de son histoire, le 7e consécutivement.

### Barrage de promotion/relégation LNA/LNB
Il se dispute le 2 mars 1957 à Bâle :
- Lausanne HC - Grasshopper Club Zurich 11-3

Lausanne remonte en LNA trois saisons après l'avoir quitté, aux dépens de GC.